# 5868 Ohta
5868 Ohta este un asteroid din centura principală de asteroizi.

## Descriere
5868 Ohta este un asteroid din centura principală de asteroizi. A fost descoperit pe 13 octombrie 1988 la Kitami de Kin Endate și Kazuro Watanabe. El prezintă o orbită caracterizată de o semiaxă mare de 2,68 ua, o excentricitate de 0,20 și o înclinație de 3,1° în raport cu ecliptica.